# Imatges (revista)
Imatges va ser un setmanari gràfic d'actualitat entre el juny i el novembre de 1930.

## Història
La publicació neix en el moment d'esplendor del fotoperiodisme modern, a París tenim el Vu y a Madrid Estampa, que ofereixen una sèrie de reportatges i cròniques il·lustrades d'actualitat en un nou context cosmopolita i amb l'arribada de les agències de fotografia internacionals.
Imatges neix l'11 de juny de 1930, poc després de l'Exposició Internacional de Barcelona, a la Llibreria Catalònia d'Antoni López i Llausàs a proposta de Josep M. Sagarra i Josep M. Planes de fer un setmanari gràfic com el Vu francès.
De col·laboradors compten amb gent de l'Ateneu, la tertúlia de Colón i escriptors i periodistes que treballen a la Catalònia o que escrivien a La Publicitat, El Día Gráfico, D'Ací i d'Allà, Mirador i La Rambla.
L'estiu de 1930 el setmanari va organitzar un concurs popular per escollir la “Reina dels banys de Barcelona”, que va provocar una campanya en contra, sobretots des dels sectors més conservadors, i el Govern va acabar prohibint l'esdeveniment. Després d'això, arriba agost i deserten gran part dels seus col·laboradors, el setmanari s'endinsa en l'apatia i els últims números s'ompliran amb informacions d'agència.
No havien passat ni sis mesos des del seu naixement i Imatges va haver de tancar amb el número 25. Tot i el voluntarisme i els grans noms que hi treballaven faltava un mercat publicitari potent per a un setmanari que utilitzava una tecnologia molt cara en el moment i en un context de crisi econòmica pel crac del 29 i la devaluació de la pesseta.

## Descripció capçalera
Neix als tallers gràfics NAGSA amb paper de bona qualitat i amb la tècnica d'impressió del gravat al buit. L'encarregat de la compaginació va ser Francesc Fontanals i Mateu, que dissenyà les lletres de la capçalera amb un relleu geomètric estil déco, de moda en el moment. L'estètica de la revista és molt dinàmica, amb grans titulars que fan especetacle de la informació i una mitjana de sis fotografies per reportatge.
Predominaven els reportatges i les cròniques tipus Com funciona que s'endinsava en el funcionament o el dia a dia d'associacions, serveis o professions. Tenien seccions com “Mirall del món”, “Reportatges variats” i “Bric a Brac”, notes d'actualitat semblants als apunts de Planes a La Rambla. També incloïen una novel·la per fascicles, en aquest cas l'adaptació catalana de L'assassinat de Roger Ackroyd d'Agatha Christie. Tenien també una sèrie de fotògrafs avantguardistes com Gabriel Cases o Josep Gaspar i molts dels reporters apareixen fotografiats als seus reportatges.
Tot i compartir publicitat i col·laboradors amb D'Ací i d'Allà, Imatges té un preu més popular, l'estètica és més dinàmica i té una vocació cosmopolita mentre que D'Ací i d'Allà és més solemne i conservadora en aquest sentit. La voluntat cosmopolita es plasma no només en els continguts, sinó sobretot en les seves fotografies, que busquen visions inèdites de la ciutat i donar aquesta imatge d'una Barcelona cosmopolita. També tenen molt de pes les notícies d'esport i turisme i d'altres de moda als anys vint com l'aviació, l'automobilisme i les informacions de països exòtics.

## Treballadors i col·laboradors

### Director
Josep Maria Planes i Martí (1907-1937) Escriptor periodista autodidacta. Comença escrivint en publicacions de Manresa. Als 23 anys dirigeix Imatges i fa de redactor a La Publicitat. Denuncià activitats delictives de pistolers de la FAI i va ser amenaçat per anarcosindicalistes. Tement per la seva vida s'amaga, però el 24 d'agost del 1936 un escamot de la FAI el troba i se l'emporta a la carretera de l'Arrabassada, on l'assassinen.

### Editor
Antoni López i Llausàs (1888-1979) Editor i llibreter, és la tercera generació d'una nissaga d'editors. Propietari de la Llibreria Catalònia, adquireix els tallers NAGSA amb rotatius més moderns amb els quals editarà Imatges. A causa de la Guerra Civil s'exilia a París i després a l'Argentina, on dirigirà i serà el propietari de l'Editorial Sudamericana.

### Col·laboradors
- Màrius Aguilar
- Rosa M. Arquimbau
- Joan Carranza i Maestre
- Gabriel Casas i Galobardes
- Félix Centeno García
- Domènec de Bellmunt (Domènec Pallerola i Munné)
- Adolphe de Falgairolle
- Melcior Font i Marsà
- Francesc Fontanals i Mateu
- Josep Gaspar i Serra
- Màrius Gilgreda i Morros
- Rossend Llates i Serrat
- Josep Navarro i Costabella
- Xavier Picanyol i Peirató
- Irene Polo i Roig
- Àngel Pons i Guitart
- Manuel P. De Somacarrera
- Modest Sabaté
- Josep M. Sagarra i Plana
- Josep M. De Sagarra i Castellarnau
- Lluís Sainz de Morales
- Ernest Schop Santos
- Pere Lluís Torrents i Roig
- Joaquim Vayreda i Aulet